# Raion de Txatxersk
Raion de Txatxersk (en belarús: Чачэрскі раён; en rus: Чечерский район) és una subdivisió de la província de Hòmiel, en Belarús. El seu centro administratiu és la ciutat de Txatxersk. El districte de Txatxersk va ser fundat el 8 de desembre de 1926 en el que aleshores era l'RSS de Belarús.